# Duchcov
Duchcov, históricamente llamada Dux, es una ciudad en el Distrito de Teplice en la Región de Ústí nad Labem de la República Checa. Tiene una población superior a 9000 personas y está situado a los pies de las montañas de Ore.
La primera referencia documental a la ciudad es de 1207, refiriéndose a su antiguo nombre de Hrabišín. Una fábrica de cerveza fue establecida en 1675. Es también el sitio del Castillo de Dux.

## Castillo de Dux
El castillo fue construido en el siglo XIII como una fortaleza. En el siglo XVIII Giacomo Casanova pasó sus últimos años en el castillo. En el siglo XIX fue reconstruida en estilo clasicista. A partir de 2008, el Castillo de Dux está abierto a los visitantes.

## Residentes famosos
- Giacomo Casanova (1725-1798), escritor italiano, viajero, espía y aventurero, se quedó en Dux por 13 años como bibliotecario, donde escribió sus Memorias, y murió en el Castillo de Dux.
- Stepan Vachousek (nacido en 1979), República Checa.